# Uruguai nos Jogos Olímpicos de Verão de 2024
Uruguai participou dos Jogos Olímpicos de Verão de 2024, realizados em Paris, na França. Foi a 23.ª aparição do país nos Jogos Olímpicos de Verão desde a estreia cem anos antes, em Paris 1924.
Foi representado por 27 atletas que competiram em nove esportes, mas nenhum conquistou medalhas.

## Competidores
Esta foi a participação por modalidade nesta edição:
| Esporte      | Masculino | Feminino | Total |
| ------------ | --------- | -------- | ----- |
| Atletismo    | 2         | 1        | 3     |
| Canoagem     | 1         | 0        | 1     |
| Ciclismo     | 1         | 0        | 1     |
| Judô         | 1         | 0        | 1     |
| Natação      | 1         | 1        | 2     |
| Remo         | 1         | 0        | 1     |
| Rugby sevens | 14        | 0        | 14    |
| Taekwondo    | 0         | 1        | 1     |
| Vela         | 2         | 1        | 3     |
| Total        | 23        | 4        | 27    |

## Desempenho

### Atletismo
Masculino
Eventos de pista
| Atleta           | Evento | Baterias | Baterias | Final       | Final       | Ref.  |
| Atleta           | Evento | Tempo    | Pos.     | Tempo       | Pos.        | Ref.  |
| ---------------- | ------ | -------- | -------- | ----------- | ----------- | ----- |
| Santiago Catrofe | 5000 m | 13:56.40 | 14       | Não avançou | Não avançou | [ 5 ] |

Eventos de campo
| Atleta        | Evento             | Qualificação | Qualificação | Final       | Final       | Ref.  |
| Atleta        | Evento             | Marca        | Pos.         | Marca       | Pos.        | Ref.  |
| ------------- | ------------------ | ------------ | ------------ | ----------- | ----------- | ----- |
| Emiliano Lasa | Salto em distância | 7.87         | 13           | Não avançou | Não avançou | [ 6 ] |

Feminino
Eventos de pista
| Atleta              | Evento | Baterias | Baterias | Repescagem | Repescagem | Semifinal   | Semifinal   | Final       | Final       | Ref.  |
| Atleta              | Evento | Tempo    | Pos.     | Tempo      | Pos.       | Tempo       | Pos.        | Tempo       | Pos.        | Ref.  |
| ------------------- | ------ | -------- | -------- | ---------- | ---------- | ----------- | ----------- | ----------- | ----------- | ----- |
| María Pía Fernández | 1500 m | 4:19.30  | 15       | 4:16.46    | 12         | Não avançou | Não avançou | Não avançou | Não avançou | [ 7 ] |

### Canoagem

#### Velocidade
Masculino
| Atleta       | Evento     | Eliminatórias | Eliminatórias | Quartas | Quartas | Semifinal | Semifinal | Final   | Final | Ref.                      |
| Atleta       | Evento     | Tempo         | Pos.          | Tempo   | Pos.    | Tempo     | Pos.      | Tempo   | Pos.  | Ref.                      |
| ------------ | ---------- | ------------- | ------------- | ------- | ------- | --------- | --------- | ------- | ----- | ------------------------- |
| Matías Otero | K-1 1000 m | 3:43.65       | 5             | 3:30.81 | 2       | 3:48.91   | 9 FB      | 3:30.48 | 14    | [ 8 ] [ 9 ] [ 10 ] [ 11 ] |

Legenda: FA = Final A (disputa de medalha); FB = Final B (sem disputa de medalha)

### Ciclismo

#### Estrada
Masculino
| Atleta        | Evento             | Tempo   | Pos. | Ref.   |
| ------------- | ------------------ | ------- | ---- | ------ |
| Eric Fagúndez | Corrida em estrada | 6:28:31 | 55   | [ 12 ] |

### Judô
Masculino
| Atleta           | Evento    | Primeira fase        | Oitavas              | Quartas              | Semifinais           | Repescagem           | Final / DB           | Final / DB | Ref.   |
| Atleta           | Evento    | Adversário Resultado | Adversário Resultado | Adversário Resultado | Adversário Resultado | Adversário Resultado | Adversário Resultado | Pos.       | Ref.   |
| ---------------- | --------- | -------------------- | -------------------- | -------------------- | -------------------- | -------------------- | -------------------- | ---------- | ------ |
| Alain Aprahamian | Até 81 kg | JPN T Nagase D 00–10 | Não avançou          | Não avançou          | Não avançou          | Não avançou          | Não avançou          | =17        | [ 13 ] |

### Natação
Masculino
| Atleta     | Evento      | Eliminatórias | Eliminatórias | Semifinal   | Semifinal   | Final       | Final       | Ref.   |
| Atleta     | Evento      | Tempo         | Pos.          | Tempo       | Pos.        | Tempo       | Pos.        | Ref.   |
| ---------- | ----------- | ------------- | ------------- | ----------- | ----------- | ----------- | ----------- | ------ |
| Leo Nolles | 100 m livre | 50.58         | 47            | Não avançou | Não avançou | Não avançou | Não avançou | [ 14 ] |

Feminino
| Atleta       | Evento       | Eliminatórias | Eliminatórias | Semifinal   | Semifinal   | Final       | Final       | Ref.   |
| Atleta       | Evento       | Tempo         | Pos.          | Tempo       | Pos.        | Tempo       | Pos.        | Ref.   |
| ------------ | ------------ | ------------- | ------------- | ----------- | ----------- | ----------- | ----------- | ------ |
| Nicole Frank | 200 m medley | 2:18.00       | 30            | Não avançou | Não avançou | Não avançou | Não avançou | [ 15 ] |

### Remo
Masculino
| Atleta        | Evento        | Baterias | Baterias | Repescagem | Repescagem | Quartas | Quartas | Semifinais | Semifinais | Final   | Final | Ref.   |
| Atleta        | Evento        | Tempo    | Pos.     | Tempo      | Pos.       | Tempo   | Pos.    | Tempo      | Pos.       | Tempo   | Pos.  | Ref.   |
| ------------- | ------------- | -------- | -------- | ---------- | ---------- | ------- | ------- | ---------- | ---------- | ------- | ----- | ------ |
| Bruno Cetraro | Skiff simples | 7:04.04  | 2 QF     | Bye        | Bye        | 6:51.43 | 3 SA/B  | 7:08.29    | 5 FB       | 7:22.71 | 12    | [ 16 ] |

Legenda: FA = Final A (disputa de medalha); FB = Final B (sem disputa de medalha); FC = Final C (sem disputa de medalha); FD = Final D (sem disputa de medalha); FE = Final E (sem disputa de medalha); FF = Final F (sem disputa de medalha); SA/B = Semifinais A/B; SC/D = Semifinais C/D; SE/F = Semifinais E/F; QF = Quartas; R = Repescagem

### Rugby sevens
Masculino
A seleção nacional masculina do Uruguai se classificou para as Olimpíadas ao vencer o Torneio de Qualificação Olímpica Sul-Americano de 2023.
Elenco
A delegação foi composta de 14 jogadores:
- James McCubbin
- Valentín Grille
- Tomás Etcheverry
- Juan Manuel Tafernaberry
- Bautista Basso
- Diego Ardao
- Mateo Viñals
- Felipe Arcos Pérez
- Guillermo Lijtenstein
- Baltazar Amaya
- Ignacio Facciolo
- Juan González
- Koba Brazionis
- Dante Soto

Fase de grupos
| Pos | Equipe         | Pts | J | V | E | D | PP | PC | SP  | Classificado     |
| --- | -------------- | --- | - | - | - | - | -- | -- | --- | ---------------- |
| 1   | Fiji           | 9   | 3 | 3 | 0 | 0 | 97 | 36 | +61 | Quartas de final |
| 2   | França         | 6   | 3 | 1 | 1 | 1 | 43 | 43 | 0   | Quartas de final |
| 3   | Estados Unidos | 6   | 3 | 1 | 1 | 1 | 57 | 67 | −10 | Quartas de final |
| 4   | Uruguai        | 3   | 3 | 0 | 0 | 3 | 41 | 92 | −51 |                  |

| 24 julho 2024 17:00 |           |                                                              |                                                    |
| Fiji | 40–12     | Uruguai                                                      | Stade de France, Paris Árbitro: GBR Ben Breakspear |
| Tries: Nasova (2) 2' m, 7' c Loganimasi 5' c Nacuqu 8' c Teba 11' c Ravutaumada 15' c Conv.: Nacuqu (3/4) 6', 7', 8' Teba (1/1) 12' Tamani (1/1) 25' | Relatório | Tries: González 4' c Basso 10' m Conv.: Lijtenstein (1/1) 4' | Stade de France, Paris Árbitro: GBR Ben Breakspear |

| 24 julho 2024 20:00                                                         |           |                                                                 |                                                |
| França                                                                      | 19–12     | Uruguai                                                         | Stade de France, Paris Árbitro: NZL Nick Hogan |
| Tries: Zeghdar 3' m Dupont 9' m Joseph 12' m Conv.: Barraque (2/3) 10', 14' | Relatório | Tries: Facciolo 8' c González 10' m Conv.: Lijtenstein (1/1) 8' | Stade de France, Paris Árbitro: NZL Nick Hogan |

| 25 julho 2024 15:00                                                                        |           |                                                                     |                                                   |
| Estados Unidos                                                                             | 33–17     | Uruguai                                                             | Stade de France, Paris Árbitro: FRA Jérémy Rozier |
| Tries: Baker (4) 1' c, 8' c, 11' c, 14' m Lacamp 8' c Conv.: Tomasin (4/5) 1', 9', 9', 11' | Relatório | Tries: Amaya (2) 3' m, 13' m Basso 5' c Conv.: Lijtenstein (1/2) 6' | Stade de France, Paris Árbitro: FRA Jérémy Rozier |

Classificação 9–12
| 25 julho 2024 20:30                                                                     |           |                                                                        |                                                  |
| Uruguai                                                                                 | 14–19     | Quênia                                                                 | Stade de France, Paris Árbitro: POR Paulo Duarte |
| Tries: Tafernaberry 1' c Amaya 16' c Conv.: Tafernaberry (1/1) 1' Lijtenstein (1/1) 16' | Relatório | Tries: Okoth 10' c Asati 12' c Okong'o 18' Conv.: Mboya (2/2) 11', 12' | Stade de France, Paris Árbitro: POR Paulo Duarte |

Disputa pelo 11.º lugar
| 27 julho 2024 16:30             |           |                                                                                 |                                                    |
| Japão                           | 10–21     | Uruguai                                                                         | Stade de France, Paris Árbitro: RSA Morné Ferreira |
| Tries: Ishida 6' m Tsuoka 11' m | Relatório | Tries: González (2) 1' c, 4' c Viñals 2' c Conv.: Tafernaberry (3/3) 1', 3', 4' | Stade de France, Paris Árbitro: RSA Morné Ferreira |

### Taekwondo
Feminino
| Atleta              | Evento    | Preliminar           | Oitavas              | Quartas              | Semifinais           | Repescagem           | Final / DB           | Final / DB  | Ref.   |
| Atleta              | Evento    | Adversário Resultado | Adversário Resultado | Adversário Resultado | Adversário Resultado | Adversário Resultado | Adversário Resultado | Pos.        | Ref.   |
| ------------------- | --------- | -------------------- | -------------------- | -------------------- | -------------------- | -------------------- | -------------------- | ----------- | ------ |
| María Sara Grippoli | Até 49 kg | Bye                  | ESP A Cerezo D 0–2   | Não avançou          | Não avançou          | Não avançou          | Não avançou          | Não avançou | [ 19 ] |

### Vela
Eventos com regata da medalha
| Atleta                       | Evento       | Regatas | Regatas | Regatas | Regatas | Regatas | Regatas | Regatas | Regatas | Regatas | Regatas | Regatas | Regatas | Regatas | Regatas | Regatas | Regatas | Pontos | Pos. | Ref.          |
| Atleta                       | Evento       | 1       | 2       | 3       | 4       | 5       | 6       | 7       | 8       | 9       | 10      | 11      | 12      | 13      | 14      | 15      | M*      | Pontos | Pos. | Ref.          |
| ---------------------------- | ------------ | ------- | ------- | ------- | ------- | ------- | ------- | ------- | ------- | ------- | ------- | ------- | ------- | ------- | ------- | ------- | ------- | ------ | ---- | ------------- |
| Dolores Moreira              | Laser Radial | 24      | 27      | 9       | 25      | 10      | 28      | 9       | 28      | 25      | —       | —       | —       | —       | —       | —       | EL      | 157    | 22   | [ 20 ]        |
| Hernán Umpierre Fernando Diz | 49er         | 5       | 2       | 14      | 2       | 17      | 13      | 18      | 9       | 4       | 8       | 13      | 7       | —       | —       | —       | 16      | 110    | 10   | [ 21 ] [ 22 ] |

M = Regata da medalha; EL = Eliminado(a) – não avançou para a regata da medalha